# 덴진즈카촌
덴진즈카촌(天神塚村)은 니가타현 기타칸바라군에 설치되었던 촌이다. 현재의 아가노시에 해당한다.